# لوس اولیووس (کالیفرنیا)
لوس اولیووس (به انگلیسی: Los Olivos) یک منطقهٔ مسکونی در ایالات متحده آمریکا است که در شهرستان سانتا باربارا، کالیفرنیا واقع شده‌است. لوس اولیووس ۶٫۳۶۹ کیلومتر مربع مساحت و ۱٬۱۳۸ نفر جمعیت دارد و ۲۴۵٫۹۸ متر بالاتر از سطح دریا واقع شده‌است.